# 官成镇
官成镇，是中华人民共和国广西壮族自治区贵港市平南县下辖的一个乡镇级行政单位。

## 行政区划
官成镇下辖以下地区：
官成社区、新平村、官成育梧村、朝新村、东成村、八宝村、岭西村、章逻村、新新村、苏茆村、官东村、官南村、横岭村、畅岩村、旺石村、双马村和新建村。